# خوليو برادي
خوليو برادي (بالإنجليزية: Julio Brady)‏ هو محامي وسياسي أمريكي، ولد في 23 أغسطس 1942 في سانت توماس في الولايات المتحدة، وتوفي في 16 سبتمبر 2015 في الولايات المتحدة. حزبياً، نشط في الحزب الجمهوري والحزب الديمقراطي. وقد انتخب نائب حاكم جزر العذراء الأمريكية ‏ (يناير 1983 – 5 يناير 1987).